# Dołno Nowo seło (obwód sofijski)
Dołno Nowo seło (bułg. Долно Ново село) – wieś w zachodniej Bułgarii, w obwodzie sofijski, w gminie Dragoman.